# تسوی هارک
تسوی هارک (انگلیسی: Tsui Hark؛ زادهٔ ۱۵ فوریهٔ ۱۹۵۰) کارگردان، تهیه‌کننده و فیلم‌نامه‌نویس هنگ‌کنگی است. تسویی چندین فیلم تأثیرگذار هنگ‌کنگی را مانند: جنگجویان زو از کوه جادو (۱۹۸۳)، مجموعه فیلم‌های روزی روزگاری در چین (۱۹۹۱ الی ۱۹۹۷) و تیغه (فیلم ۱۹۹۵) را کارگردانی کرده‌است. تسویی همچنین نویسنده و تهیه‌کننده‌ای پرکار بوده‌است. تولیدات او عبارتند از: فردایی بهتر (۱۹۸۶)، داستان شبح چینی (۱۹۸۷)، قاتل (۱۹۸۹)، میمون آهنی (۱۹۹۳) و ماسک سیاه (۱۹۹۶). او به‌عنوان یک چهره اصلی در عصر طلایی سینمای هنگ کنگ شناخته می‌شود و منتقدان او را «یکی از استادان سینمای آسیایی» می‌دانند.
در اواخر دهه ۱۹۹۰، تسویی یک کار کوتاه مدت در ایالات متحده داشت و فیلم‌های تیم دونفره (۱۹۹۷) و تقلب (۱۹۹۸) با بازی ژان-کلود ون دام را کارگردانی کرد. هر دو فیلم از نظر تجاری ناموفق و از نظر منتقدان مورد بررسی قرار گرفتند. خود تسویی از عدم کنترل خلاقانه خود راضی نبود و برای ادامه کار خود به هنگ کنگ بازگشت، جایی که موفقیت تجاری و انتقادی را با فیلم‌های پرفروشی مانند سری فیلم‌های کارآگاه دی، پرواز شمشیرهای دروازه اژدها و تسخیر کوهستان ببر را پیدا کرد.

## اوایل زندگی
تسویی در هوشی‌مین، ویتنام، در یک خانواده بزرگ چینی (هوآ) با شانزده خواهر و برادر به دنیا آمد و بزرگ شد. تسوئی علاقه اولیه خود را به تجارت نمایشی و فیلم نشان داد. هنگامی که او ۱۰ ساله بود، او و برخی از دوستانش یک دوربین ۸ میلی‌متری کرایه کردند تا از نمایش جادویی که در مدرسه برگزار می‌کردند فیلمبرداری کنند. او همچنین کتاب‌های کمیک می‌کشید، علاقه‌ای که بر سبک سینمایی او تأثیر می‌گذاشت. در سن ۱۳ سالگی، او و خانواده اش به هنگ کنگ مهاجرت کردند.
تسویی تحصیلات متوسطه خود را در سال ۱۹۶۶ در هنگ کنگ آغاز کرد. او در تگزاس ابتدا در دانشگاه متدیست جنوبی و سپس در دانشگاه تگزاس در آستین تحصیل کرد و در سال ۱۹۷۵ فارغ‌التحصیل شد. و اینکه در اینجا بود که نام خود را به هارک ("غلبه") تغییر داد.
پس از فارغ‌التحصیلی، تسویی به شهر نیویورک نقل مکان کرد، جایی که او در فیلم مستندی مشهور از کریستین چوی در مورد تاریخ محله چینی‌های شهر از سنبله تا دوک‌ها (۱۹۷۶) کار کرد. او همچنین به عنوان سردبیر برای یک روزنامه چینی کار کرد. او در سال ۱۹۷۷ به هنگ کنگ بازگشت.

## آثار کارگردانی
- قتل پروانه‌ها (۱۹۷۹)
- ما قصد داریم شما را بخوریم (۱۹۸۰)
- همه سرنخ‌های اشتباه برای راه حل مناسب (۱۹۸۱)
- جنگجویان زو از کوه سحر و جادو (۱۹۸۳)
- شانگهای آبی (۱۹۸۴)
- مأموریت دیوانه‌وار ۳ (۱۹۸۴)
- پکن اپرای بلوز (۱۹۸۶)
- استاد (فیلم ۱۹۸۹)
- فردای بهتر۳: عشق و مرگ در سایگون (۱۹۸۹)
- روزی روزگاری در چین (۱۹۹۱)
- روزی روزگاری در چین ۲ (۱۹۹۲)
- اژدهای دوقلو (۱۹۹۲)
- روزی روزگاری در چین ۳ (۱۹۹۳)
- روزی روزگاری در چین ۴ (۱۹۹۳) - فقط تهیه‌کننده و نویسنده
- روزی روزگاری در چین ۵ (۱۹۹۴)
- تیغه (فیلم ۱۹۹۵)
- جشن چینی (۱۹۹۵)
- تیم دونفره (۱۹۹۷)
- تقلب (۱۹۹۸)
- رویارویی (۲۰۰۰)
- افسانه زو (۲۰۰۱)
- ماسک سیاه ۲: شهر ماسک‌ها (۲۰۰۲)
- هفت شمشیر (۲۰۰۵)
- مثلث (فیلم ۲۰۰۷)
- گم‌شده (فیلم ۲۰۰۸)
- همه چیز درباره زنان (۲۰۰۸)
- کارآگاه دی: راز شبح آتشین (۲۰۱۰)
- پرواز شمشیرهای دروازه اژدها (۲۰۱۱)
- کارآگاه جوان دی: ظهور اژدهای دریایی (۲۰۱۳)
- تسخیر کوهستان ببر (۲۰۱۴)
- سفر به غرب: بازگشت شیطان (۲۰۱۷)
- کارآگاه دی: چهار پادشاه آسمانی (۲۰۱۸)
- نبرد در دریاچه چانگ‌جین (۲۰۲۱)
- نبرد در دریاچه چانگ‌جین ۲ (۲۰۲۲)